# Geophilus cayugae
Geophilus cayugae är en mångfotingart som beskrevs av Chamberlin 1904. Geophilus cayugae ingår i släktet Geophilus och familjen storjordkrypare. Inga underarter finns listade i Catalogue of Life.